# Candidato write-in
Per candidato write-in si intende, principalmente nel sistema elettorale statunitense, un candidato il cui nominativo non è presente sulla scheda elettorale o nelle liste, ma che risulta eleggibile scrivendone il nome manualmente sulla scheda. Alcuni Stati o giurisdizioni locali ammettono anche di incollare un adesivo recante il nome del candidato al posto di scriverlo a penna.

## Storia
Le candidature write-in sono per lo più il risultato di esclusioni legali o procedurali di alcuni candidati, ineleggibili o incandidabili. In alcuni casi, campagne per elezioni write-in sono state organizzate in supporto di candidati che non erano personalmente coinvolti nella campagna.
I candidati write-in hanno in passato vinto solo raramente, e spesso gli elettori scrivono sulla scheda nomi di persone ineleggibili, defunte, o di personaggi di fantasia. Alcune giurisdizioni richiedono anche ai candidati write-in di registrarsi ufficialmente prima delle elezioni, specie in elezioni con un gran numero di potenziali candidati, in cui candidati con nome simile potrebbero essere confusi.
Molti Stati permettono candidature write-in nelle primarie di partito.
Il senatore Strom Thurmond in questo modo venne eletto al Senato nel 1954 con il 63% dei voti: fu la prima volta in cui un candidato write-in riuscì a vincere una consultazione per un seggio nel Senato statunitense; oltre cinquant'anni dopo l'operazione venne ripetuta dalla senatrice Lisa Murkowski, anche lei eletta come candidata write-in nel 2010.

## Primarie presidenziali
- Nel 1928, Herbert Hoover vinse le primarie repubblicane del Massachusetts con il sistema del write-in, con 100 279 voti. Hoover vinse poi le elezioni presidenziali di quell'anno.[1]
- Nel 1940, Franklin D. Roosevelt vinse le primarie democratiche del New Jersey con il sistema del write-in, con 34 278 voti. Roosevelt venne confermato come candidato democratico e vinse le elezioni presidenziali del 1940.
- Nel 1944, Thomas Dewey vinse le primarie repubblicane della Pennsylvania con il sistema del write-in, con 146 706 voti. Vinse anche le primarie dell'Oregon con 50 001 write-in. Dewey divenne il candidato repubblicano e perse contro Franklin D. Roosevelt.
- Nel 1948, Harold Stassen vinse le primarie repubblicane della Pennsylvania con 81 242 write-in.
- Nel 1952, Robert Taft vinse le primarie repubblicane della Nebraska con 79 357 write-in.
- Sempre nel 1952, Estes Kefauver vinse le primarie democratiche della Pennsylvania con 93 160 write-in.
- Sempre nel 1952, Dwight Eisenhower vinse le primarie repubblicane del Massachusetts con 254 898 write-in.
- Nel 1956, Dwight Eisenhower vinse le primarie repubblicane del Massachusetts con 51 951 write-in.
- Nel 1960, Richard Nixon vinse le primarie repubblicane del Massachusetts con 53 164 write-in.
- Sempre nel 1960, John F. Kennedy vinse le primarie democratiche della Pennsylvania con 183 073 write-in, e le primarie democratiche del Massachusetts con 91 607 write-in.
- Nel 1964, una campagna per il write-in, organizzata dai sostenitori dell'ex senatore e candidato vicepresidente Henry Cabot Lodge, Jr., fece vincere a Cabot Lodge le primarie repubblicane in New Hampshire, New Jersey e Massachusetts, sconfiggendo candidati il cui nome era prestampato sulla scheda elettorale, come Barry Goldwater, Nelson Rockefeller e Margaret Chase Smith.
- Nel 1968 nelle primarie democratiche del New Hampshire, il presidente Lyndon Johnson non corse, ma ricevette write-in per un totale di circa il 50% di tutti i voti democratici. Il senatore Eugene McCarthy, che figurava sulla scheda e aveva fatto campagna contro il coinvolgimento nella guerra del Vietnam, ricevette un impressionante 41% dei voti e guadagnò più delegati del Presidente. Johnson fu così colpito dai risultati che decise di non ricandidarsi a un secondo mandato.
- Il leader del partito verde e attivista Ralph Nader lanciò una campagna per il write-in nel 1992 durante le primarie del New Hampshire per la nomina presidenziale di entrambi i partiti Democratico e Repubblicano. Si dichiarò "nessuno dei candidati sopra indicati" e usò i principi di Concord come sua piattaforma. Nader ricevette 3 054 write-in dai democratici e 3 258 dai repubblicani.